# Ewald Kleisinger

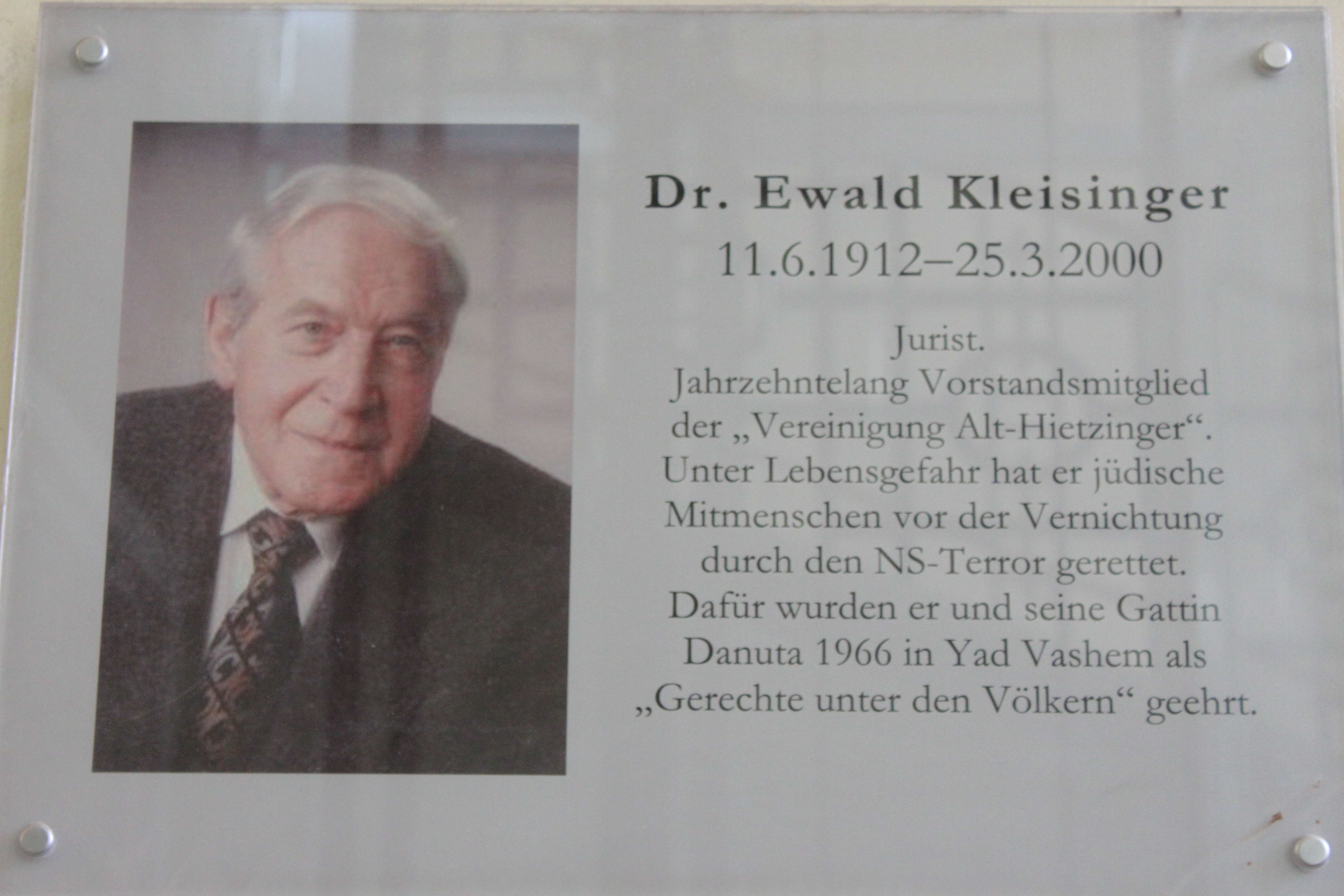
Ewald Kleisinger

Ewald Kleisinger (* 11. Juni 1912 in Wien; † 25. März 2000 ebenda) war ein österreichischer Jurist und Gerechter unter den Völkern.

## Leben
Ewald Kleisinger besuchte das Gymnasium Fichtnergasse in Wien-Hietzing und studierte an der Universität Wien Rechtswissenschaft.
Im Zweiten Weltkrieg leistete er Kriegsdienst und war nach der Besetzung Polens als Offizier der Wehrmacht bei der Eisenbahnwache in Warschau. Er wohnte im Haus seiner späteren Ehefrau Danuta Kleisinger, geborene Czlapinska, in der Krozegasse 41 im „arischen“ Bezirk der Stadt. Der in Polen gebürtige Jude Jusek Prezman befand sich 1942 mit seiner Mutter Scheine im Ghetto Warschau. Die Mutter von Danuta war vor dem Krieg eine Freundin von Scheine Prezman, Jusek ein Freund Danutas.
Nach der Errichtung des Ghettos schmuggelte Danuta Lebensmittel und Geld für die Familie Prezman in das Ghetto und gefährdete damit ihr Leben. Vor dem Ghettoaufstand und seiner Zerstörung im April 1943 flohen Jusek Prezman und sein Freund Josef Kormarzyn mit Hilfe Danutas in den „arischen“ Teil der Stadt. Danuta versteckte sie mit Wissen und Einverständnis ihres Verlobten, des Offiziers Ewald Kleisinger, drei Wochen lang in ihrer Wohnung. Sie rettete auch die Mutter Juseks, Scheine Prezman.
Danuta war in der polnischen Untergrundbewegung tätig. Mit deren Hilfe verschaffte sie Jusek Prezman und seinem Freund Josef Kormazyn gefälschte Papiere. Ewald Kleisinger brachte ihnen Erlaubnisscheine, damit sie als polnische Landarbeiter nach Wien fahren könnten.
Kleisinger wies sie getarnt als polnische christliche Fremdarbeiter an seine in Wien wohnenden Eltern. Die nahmen Prezman und Kormarzyn wie Familienangehörige auf und halfen ihnen mit Geld, Lebensmitteln und Kleidung bis zum Kriegsende.
Ewald Kleisinger war Doktor der Rechte. Er wurde am Ober Sankt Veiter Friedhof bestattet.